# Huracán de San Ciriaco de 1899
El huracán de San Ciriaco de 1899, también conocido como huracán de Puerto Rico de 1899 o gran huracán de Bahamas de 1899 fue el huracán atlántico más duradero de que se tiene registro y el segundo ciclón tropical registrado más duradero del mundo (en términos de duración tropical) tras el huracán John de 1994 en el Pacífico. También fue uno de los huracanes atlánticos más mortíferos de la historia registrada, con un recuento estimado de unas 3800 víctimas mortales. Este tercer ciclón tropical y primer huracán importante de la temporada de huracanes en el Atlántico de 1899 fue avistado por primera vez al sudoeste de Cabo Verde el 3 de agosto. Lentamente se fue intensificando al irse desplazando con rumbo oesnoroeste por el océano Atlántico y alcanzó el nivel de huracán el 5 de agosto. En las 48 horas siguientes se fue reforzando, alcanzando la categoría 4 en la moderna escala Saffir-Simpson antes de cruzar sobre las Islas de Sotavento el 7 de agosto. A finales de ese día, el temporal alcanzó un pico de intensidad con vientos de 240 km/h (150 mph). El temporal bajó ligeramente de intensidad antes de llegar a Puerto Rico por Guayama con vientos de 220 km/h (140 mph) el 8 de agosto. Unas horas más tarde apareció sobre el Atlántico como un huracán de categoría 3. El sistema ciclónico discurrió paralelamente a la costa norte de la República Dominicana y luego cruzó las Bahamas azotando varias islas. A continuación, comenzó a virar hacia el norte el 14 de agosto, centrándose al este de Florida. Al día siguiente, temprano, el temporal volvió a virar hacia el nordeste y pareció dirigirse mar adentro. Pero el 17 de agosto volvió a girar hacia el noroeste y alcanzó la costa cerca de Hatteras (Carolina del Norte) a primeras horas del día siguiente. Desde entonces, no ha alcanzado los Outer Banks ningún otro huracán más fuerte que el de San Ciriaco.
El temporal se debilitó tras moverse sobre tierra y bajó a categoría 1 sobre las 12:00 UTC del 18 de agosto. Más tarde ese mismo día el temporal resurgió en el Atlántico. Continuó debilitándose con rumbo nordeste pero manteniendo la categoría 1. En las últimas horas del 20 de agosto giró hacia el este sobre el Atlántico nordoccidental. Fue perdiendo características tropicales y evolucionó a ciclón extratropical sobre las 00:00 UTC del 22 de agosto, situado a unos 525 km (325 millas) al sur de la isla Sable. De todas formas, tras cuatro días, el sistema se regeneró en temporal tropical cuando estaba a unos 1120 km (695 millas) al oesudoeste de la isla de Flores en las Azores el 26 de agosto. Luego se fue moviendo lentamente hacia el nornoroeste hasta virar al este el 28 de agosto. Desde el 26 de agosto hasta el 1 de septiembre el temporal no varió de intensidad, pero comenzó a reforzarse cuando viró hacia el sudeste el 2 de septiembre. Al día siguiente temprano el temporal alcanzó de nuevo intensidad de huracán. Viró hacia el nordeste y pasó sobre las Azores el 3 de septiembre poco antes de convertirse en ciclón extratropical.
En la isla Guadalupe muchas casas perdieron los tejados y sufrieron inundación. En el interior de la isla las comunicaciones sufrieron muchos cortes. La isla Montserrat sufrió daños muy severos pues casi todas las casas resultaron destruidas y hubo unos 100 muertos. Unas 200 pequeñas casas resultaron destruidas en la isla San Cristóbal, con daño considerable en las propiedades, y en la isla de Santa Cruz casi todos los inmuebles quedaron destruidos. Se registraron 11 muertes en la isla. En Puerto Rico, el fenómeno ciclónico trajo fuertes vientos e intensas lluvias, que causaron muchas inundaciones. Aproximadamente 250 000 personas quedaron sin alimento ni techo. Además se perdieron completamente los servicios de telégrafo, teléfono y electricidad. En conjunto, los daños alcanzaron un valor aproximado de 20 millones de dólares, siendo la mitad pérdidas en cultivos, particularmente de café.
En aquella época, había sido el peor y más destructivo de los ciclones tropicales sufridos en Puerto Rico. Se estimó que el temporal causó 3369 víctimas mortales en el territorio insular. En las Bahamas, los fuertes vientos y olas hundieron 50 pequeñas embarcaciones, la mayoría en Andros. Se registraron graves destrozos en Nasáu con más de 100 edificios destruidos y muchos dañados, incluida la Casa de Gobierno. En Bimini algunas casas quedaron destruidas también. La cantidad de decesos en Bahamas fue de al menos 125. En Carolina del Norte la crecida de temporal y la mar enfurecida destruyeron pantalanes de pesca y puentes así como el hundimiento de 10 barcos. La isla Hatteras fue casi completamente anegada por de 4 a 10 pies (1,2 a 3 m) de agua, y hubo daños en muchas casas. También hubo mucha destrucción en Diamond City, en los Shackleford Banks cerca del cabo Lookout. Al menos hubo 20 muertos en Carolina del Norte.